# R-22 (Rusland)
De R-22 of Kaspi (Russisch: Р-22 Каспий) is een regionale weg tussen Moskou en de Kaspische Zee. Het verbindt de Russische hoofdstad met Astrachan. De totale lengte is 1381 kilometer. Voor 2011 heette de weg M-6.
De weg splitst zich 120 kilometer ten zuidoosten van Moskou af van de M-4, en voert daarna richting het zuidwesten. De weg staat ook bekend als de Wolgograd-weg. De weg is tweestrooks, bij Tambov, waar de weg naar het zuiden gaat, zijn ongelijkvloerse kruisingen aangelegd. Hoewel geen snelweg, kent de R-22 wel ongelijkvloerse kruisingen met andere grote wegen, meestal in de vorm van een klaverblad.
Even voor Wolgograd verbreedt de weg zich naar vier rijstroken. Ten zuiden van de stad volgt de weg de Wolga. De weg voert door onafzienbare steppes met nauwelijks begroeiing. In Astrachan verbreedt de weg zich weer naar vier rijstroken.
De R-22 is onderdeel van de E119 tussen Stoepino en Wolgograd, en de E40 tussen Wolgograd en Astrachan.